# Schwertzugvogel

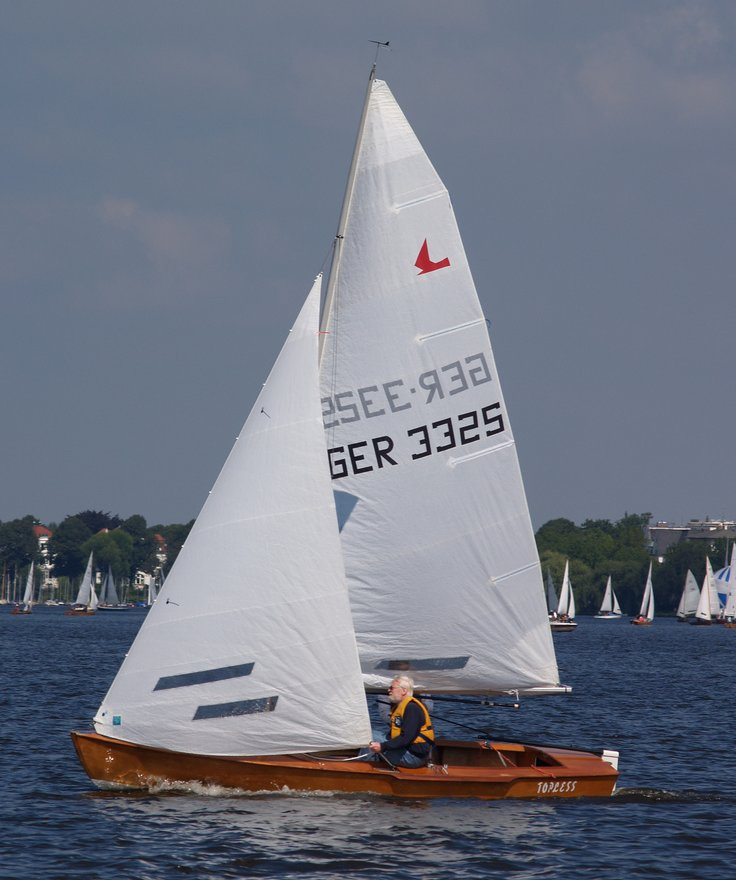
Schwertzugvogel

Der Schwertzugvogel ist eine Jolle. Im deutschen Segler-Verband ist er eine nationale Einheitsklasse, in der deutsche Meisterschaften ausgerichtet werden.
Der Schwertzugvogel (auch kurz: SZV) unterscheidet sich in der Bauweise vom Kielzugvogel durch die Ausstattung des Unterwasserschiffs mit einem Schwert an Stelle eines Kiels sowie durch die geringere Masthöhe und Segelfläche. Bei teilweise identischer Konstruktion bilden beide Varianten des Zugvogels jeweils eigene Klassen.
Heute sind Schwertzugvögel in der Regel für zwei sportliche Segler ausgelegt, sie werden hauptsächlich von der Bootswerft Mader in Bayern gebaut und kosten neu ohne Segel ca. 16.000 Euro (Regattaversion 18.000 Euro). Bis heute wurden über 4.000 Boote in beiden Varianten gebaut.

## Entstehungsgeschichte
Auf Initiative der Segel-Zeitschrift Die Yacht konstruierte Ernst Lehfeld 1960 eine Wanderjolle, die auch in Eigenarbeit hergestellt werden konnte und einem breiten Publikum den Zugang zu einem kostengünstigen Segelboot ermöglichen sollte. Das Boot sollte gutmütig und stabil sein, so dass es auch von Anfängern oder älteren Seglern genutzt werden konnte. Um jungen Leuten und Familien eine günstige Möglichkeit für Wanderfahrten zu bieten, war in der ursprünglichen Version auch eine Zeltkajüte vorgesehen. Neben der Jollenversion mit Schwert sollte es auch eine Version mit Ballastkiel geben, um den Zugvogel auch in Küstengewässern einsetzen zu können sowie älteren Seglern und Familien eine noch kentersicherere Möglichkeit zu bieten.
Obwohl der Zugvogel explizit nicht für den Rennsegelsport konstruiert wurde, entwickelte sich rasch eine Regattaszene. Dementsprechend wurde auch die Einführung von Spinnaker und Trapez in den 60er Jahren diskutiert, jedoch abgelehnt. Während der Schwertzugvogel rasch zu einer beliebten Klasse wurde, dauerte es beim Kielzugvogel etwas länger.

## Abgrenzung zum Kielzugvogel
Der Schwertzugvogel unterscheidet sich in der Bauweise vom Kielzugvogel durch die Ausstattung des Unterwasserschiffs mit einem Schwert anstelle des holbaren Ballastkiels (Kielplatte mit Bleibombe), sowie durch die geringere Masthöhe und Segelfläche. Da Kiel- und Schwertzugvogel den gleichen Rumpf haben, ist eine Umrüstung prinzipiell möglich. Dazu muss das Schwert gegen den Kiel getauscht werden und ein anderer Mast genutzt werden. Einige Werften bieten ihre Rümpfe mit der Möglichkeit zur einfachen Umrüstung an. Zunächst wurde beim Deutschen Segler-Verband die Anerkennung des Zugvogels als Klassenvereinigung beantragt. Der Deutsche Seglertag als zuständiges Gremium lehnte das jedoch ab und empfahl die Gründung von zwei getrennten Klassenvereinigungen für Schwert- und Kielzugvogel, was 1965 auch geschah. Allerdings gibt es nur eine Klassenvorschrift für beide Klassen, so dass technische Änderungen im Reglement von beiden Klassenvereinigungen übereinstimmend beschlossen werden müssen.

## Konstruktion

### Ursprüngliche Konstruktion
Um den Bau des Schiffes nicht unnötig zu erschweren, wurde als Bauweise der Knickspant in Sperrholz gewählt. Inzwischen hat aber auch hier die GFK-Sandwichbauweise den Holzbau abgelöst. 

### Weiterentwicklung
Aus der ursprünglichen Wanderjolle ist der Schwertzugvogel inzwischen ein durchkonstruiertes Regattaboot geworden. Durch seine streng reglementierten Bauvorschriften ist der Zugvogel auch in der GFK-Bauweise eine stabile und sichere Jolle mit hohem Wiederverkaufswert. Die Schiffe sind auch nach einigen Jahren noch nicht „weich“ und lassen sich immer noch schnell und erfolgreich segeln.
Zahlreiche Weiterentwicklungen ließen den Charakter einer Wanderjolle mehr in den Hintergrund treten. Beispiele dafür sind die Einführung des Travellers oder der Wegfall der Staumöglichkeiten im Bug zugunsten von Auftriebskörpern. Die neueste Regeländerung sind mittels Streckzug verstellbare Oberwanten, so dass diese nun während des Segelns verstellt werden können. Nach wie vor wird ohne Spinnaker und ohne Trapez gesegelt. Auf Vorwindkursen wird stattdessen das Vorsegel (Genua) mit einem Spinnakerbaum „ausgebaumt“, und es gibt Ausreitgurte für Steuermann und Vorschoter. Bei Wettfahrten besteht die Besatzung aus zwei Personen.
1978 wurde das Rigg unter anderem durch die Einführung von Unterwanten geändert. Entscheidender war die Verlegung der Ansatzpunkte der Oberwanten auf dem Deck weiter nach innen, so dass das Vorsegel dichter geholt werden kann und damit die Eigenschaften auf Amwindkursen verbessert werden. Somit sind alte Zugvögel von den Segelleistungen nicht mit neueren ab 1978 vergleichbar, was sich auch in der Änderung der Yardstickzahl niederschlägt.

## Segeleigenschaften
Der Zugvogel gilt als komplex zu segelndes, aber gutmütiges Boot, das auch für eine leichtere Mannschaft bei stärkerem Wind durch entsprechende Trimmmöglichkeiten beherrschbar bleibt. Nach wie vor gilt er als gut geeignete Wanderjolle.
Bei ausreichend Wind kommen sowohl Schwert- wie auch Kielzugvogel auf Raum- und Vorwindkursen ins Gleiten.

## Seglerische Leistungen
Im Sommer 1990 segelte Wilfried Erdmann mit dem Schwertzugvogel Kathena Schlei seines Sohnes 99 Tage von Goltoft aus die Ostseeküste der DDR ab. Die seit langen Jahren geschlossene innerdeutsche Grenze war nach der Wende geöffnet worden, und Erdmann erlebte dort am 1. Juli 1990 die Einführung der DM sowie die Fußballweltmeisterschaft. Sein Kurs führte ihn entlang der Ostseeküste rund Rügen in die Peene. Von dort setzte er über zur Feldberger Seenlandschaft und der Mecklenburgischen Seenplatte. Vom Schweriner See gelangte er mit einem Lastwagen nach Wismar und über die Ostsee zurück zur Schlei. In seinem Buch Mein grenzenloses Seestück berichtet er über die Reise.